# Tu'itatui
Tu'itatui, eller Tuʻi-tā-tui, var den elfte kungen i Tu'i Tonga-dynastin på 1100-talet. Han tros ha varit en av de mäktigaste kungarna under det tonganska imperiet.